# Wilhelm Wüstefeld
Wilhelm Wüstefeld (* 30. März 1881 in Gieboldehausen; † 9. Juli 1961 in Celle) war ein deutscher Politiker (CDU). Er war 1946 Mitglied des Ernannten Hannoverschen Landtages.
Wüstefeld besuchte das Humanistische Gymnasium in Celle und absolvierte den Vorbereitungsdienst für den gehobenen Justizdienst. Im Jahr 1903 legte er die Prüfung mit Auszeichnung ab. Er wurde als Hilfskraft beim Oberlandesgericht Celle eingestellt und nahm von 1914 bis 1918 als Soldat am Ersten Weltkrieg teil. Anschließend war er in verschiedenen Bereichen tätig. Im Jahr 1933 wurde er entlassen und in den Ruhestand versetzt. Von Mai 1934 bis September 1945 war er in der Industrie tätig. Nach Ende des Nationalsozialismus war Wüstefeld ab Oktober 1945 als Justizoberamtmann, also als Geschäftsleiter, beim Oberlandesgericht Celle beschäftigt. Im Jahr 1946 gehörte er dem ernannten Hannoverschen Landtag an.